# Mine That Bird
Mine That Bird, född 10 maj 2006, är ett engelskt fullblod, mest känd för att ha segrat i Kentucky Derby 2009 till skrälloddset 50-1.

## Karriär
Mine That Bird sprang in 2,2 miljoner dollar på 18 starter, varav 5 segrar, 2 andraplatser och 1 tredjeplats. Han tog karriärens största seger i Kentucky Derby (2009). Bland andra större segrar räknas också Silver Deputy Stakes (2008), Swynford Stakes (2008) och Grey Stakes (2008). Han kom även på andra plats i Preakness Stakes (2009) och trea i Belmont Stakes (2009).

### Tidig karriär
Den kanadensiska tränaren David Cotey köpte Mine That Bird för 9 500 dollar på 2007 års Fasig-Tipton Kentucky October Yearling Sale. Han och hans partners tävlade med honom på Woodbine Racetrack i Toronto, där han vann fyra av sex starter. Cotey anmälde Mine That Bird till Breeders' Cup Juvenile och Kentucky Derby, efter att Chantal Sutherland ridit honom till seger i Silver Deputy Stakes och Swynford Stakes.
Efter att Mine That Bird segrat i Grey Stakes den 11 oktober 2008, såldes han för 400 000 dollar till Double Eagle Ranch och Buena Suerte Equine, som satte honom i träning hos Richard Mandella. I Breeders' Cup Juvenile 2008 slutade Mine That Bird sist av de tolv startande. 

### Treåringssäsongen
Som treåring flyttades Mine That Bird till Chip Woolleys träning. I sin debut för Woolley den 28 februari 2009 slutade han tvåa i Borderland Derby, och den 29 mars på fjärdeplats i Sunland Derby. Han kvalificerade sig även som en av de tjugo startande hästarna i Kentucky Derby. Woolley, som hade brutit foten och hade gips vid tillfället, lastade Mine That Bird i en hästtrailer kopplad till sin pickup och körde nära 200 mil i över 21 timmar från New Mexico för att ta sig till löpet i Kentucky.
I Kentucky Derby reds han av Calvin Borel, och fick tidigt problem efter startgrinden, vilket gjorde att han hamnade cirka åtta längder bakom resten av fältet. Då det regnat natten innan löpet, bedömdes Churchill Downs naturliga grusbana som "tung". Borel red honom taktiskt under löpet, och lyckades springa förbi hästar längs bortre långsidan, och i sista sväng gick han i närkamp med de ledande hästarna. Borel höll Mine That Bird på innerspår, där han spurtade förbi Pioneerof the Nile och Musket Man, och segrade med 63⁄4 längder, vilket var den största segermarginalen på över 60 år.
En satsning på två dollar gav 103,20 dollar tillbaka, vilket gjorde Mine That Bird, delat med Giacomo, till den då näst största skrällen i Kentucky Derbys historia, efter 91-1 skrällen Donerail 1913.
I nästkommande Preakness Stakes red Calvin Borel sin ordinarie häst, stoet Rachel Alexandra. Rachel Alexandra hade vunnit Kentucky Oaks med 20 längder tillsammans med Borel, och var favoritspelad i Preakness. Mine That Bird reds istället av Mike Smith. I löpet slutade Mine That Bird tvåa, en längd efter Rachel Alexandra.
I Belmont Stakes den 6 juni 2009 reds han återigen av Borel. Efter att ha börjat sist började han röra sig upp längs bortre långsidan. Efter att ha tagit ledningen i början av upploppet stred han med Dunkirk och Charitable Man längs banan men blev slagen av Summer Bird och Dunkirk för att sluta på tredjeplats.
Mine That Bird kom även på tredje plats i West Virginia Derby den 1 augusti 2009. Han slutade sedan på nionde plats i Breeders' Cup Classic den 7 november 2009. Den 19 maj 2010 sattes Mine That Bird i träning hos D. Wayne Lukas, men gjorde endast 4 starter under säsongen, innan hans tävlingskarriär avslutades.